# Estreito (Oleiros)
Estreito é uma povoação portuguesa do Município de Oleiros que foi sede da extinta Freguesia de Estreito, freguesia que tinha 69,98 km² de área e 845 habitantes (2016), e, por isso, uma densidade populacional de 12,1 hab/km².
A Freguesia de Estreito foi extinta (agregada) pela reorganização administrativa de 2013, tendo o seu território sido agregado ao da Freguesia de Vilar Barroco para criar a Freguesia de Estreito-Vilar Barroco. 
Na área desta freguesia, possuiu a Ordem de Malta importantes possessões. Razão pela qual o brasão da freguesia ostenta a cruz oitavada dessa antiquíssima Ordem Religiosa e Militar em chefe.

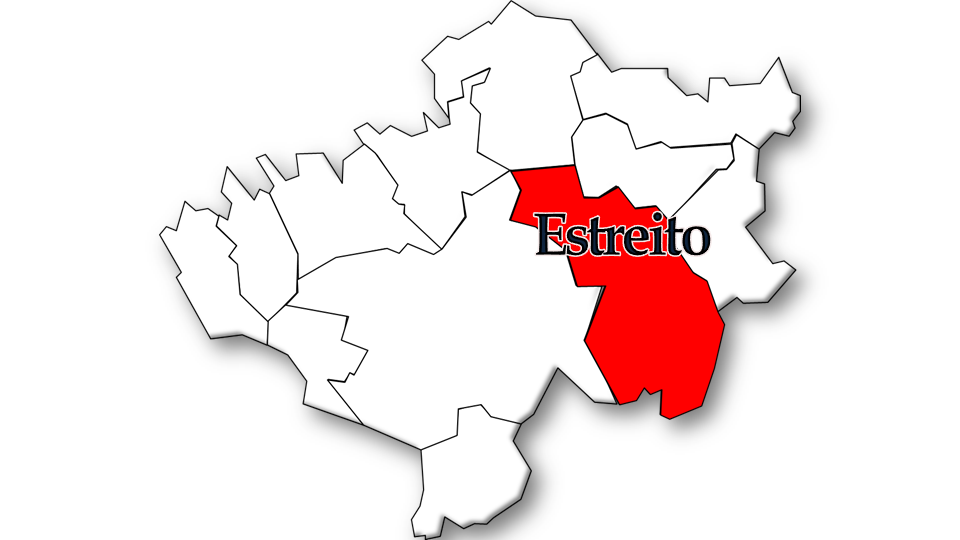
Localização no Município de Oleiros

## População
| População da freguesia de Estreito | População da freguesia de Estreito | População da freguesia de Estreito | População da freguesia de Estreito | População da freguesia de Estreito | População da freguesia de Estreito | População da freguesia de Estreito | População da freguesia de Estreito | População da freguesia de Estreito | População da freguesia de Estreito | População da freguesia de Estreito | População da freguesia de Estreito | População da freguesia de Estreito | População da freguesia de Estreito | População da freguesia de Estreito | População da freguesia de Estreito |
| ---------------------------------- | ---------------------------------- | ---------------------------------- | ---------------------------------- | ---------------------------------- | ---------------------------------- | ---------------------------------- | ---------------------------------- | ---------------------------------- | ---------------------------------- | ---------------------------------- | ---------------------------------- | ---------------------------------- | ---------------------------------- | ---------------------------------- | ---------------------------------- |
| 1864                               | 1878                               | 1890                               | 1900                               | 1911                               | 1920                               | 1930                               | 1940                               | 1950                               | 1960                               | 1970                               | 1981                               | 1991                               | 2001                               | 2011                               | 2016                               |
| 1 191                              | 1 158                              | 1 260                              | 1 381                              | 1 489                              | 1 436                              | 1 636                              | 1 934                              | 2 016                              | 2 360                              | 2 156                              | 1 625                              | 1 204                              | 969                                | 897                                | 845                                |

## Património
- Igreja de S. João Baptista (matriz) e igreja paroquial de Roqueiro
- Capelas de Nossa Senhora da Penha, de Nossa Senhora das Candeias, de Nossa Senhora das Neves, de S. Sebastião, de S. José e de S. Paulo
- Alminhas
- Torre Velha
- Miradouro da serra do Muradal
- Trecho da ribeira de Perobeques

## Colectividades
- Grupo Desportivo Águias do Moradal